# Pandamatenga
Pandamatenga je vesnice v Botswaně, v níž žije 1545 obyvatel (podle sčítání z roku 2001). Leží v distriktu Chobe v nadmořské výšce 1072 m na státní hranici se Zimbabwe. Nachází se zde hraniční přechod do zimbabwské Mpandamatengy, turistickému ruchu slouží mezinárodní letiště Pandamatenga. Okolí Pandamatengy patří k nejvýznamnějším zemědělským oblastem v zemi.
V 19. století byla Panadamatenga díky své příhodné poloze významným obchodním centrem a základnou pro objevitelské výpravy do afrického vnitrozemí, často zde pobýval i doktor Emil Holub.